# Odontobuthus persicus
Espèce
Odontobuthus persicus est une espèce de scorpions de la famille des Buthidae.

## Distribution
Cette espèce est endémique de la province du Hormozgan en Iran. Elle se rencontre vers Bandar Abbas.

## Description
La femelle holotype mesure 49,1 mm, les mâles mesurent de 55,1 à 62,5 mm et les femelles de 48,7 à 57 mm.

## Étymologie
Son nom d'espèce lui a été donné en référence au lieu de sa découverte, la Perse.

## Publication originale
- Barahoei & Shahi, 2024 : « A new species of Odontobuthus Vachon, 1950 (Scorpiones: Buthidae) from Southern Iran. » Zoological Studies, vol. 63, no 48, p. 1-13 (texte intégral).